# هيرمان ريكارد
هيرمان ريكارد هو لاعب كرة قدم سورينامي في مركز الهجوم، ولد في 12 سبتمبر 1935 في باراماريبو في سورينام، وتوفي في 30 سبتمبر 2010 في أمستردام في هولندا. لعب مع أمستردام الأزرق والأبيض ونادي روبن هود الرياضي.